# بییامرنتا
بییامرنتا (به اسپانیایی: Villamoronta) یک شهرستان در اسپانیا است که در استان پالنسیا واقع شده‌است.

## خصوصیات
بییامرنتا ۱۳ کیلومترمربع مساحت و ۳۱۴ نفر جمعیت دارد.